# Tony Robert-Fleury
Tony Robert-Fleury (Paris ,1º de setembro de 1837 — Viroflay, 8 de dezembro de 1912) foi um pintor francês. Era filho do também pintor Joseph-Nicolas Robert-Fleury. Estudou com seu pai e também com Delaroche e Léon Coignet.
Seu primeiro trabalho exibido no Salon de Paris, em 1866, foi uma grande composição de caráter histórico, sobre o massacre de Varsóvia ocorridos em 8 de abril de 1861, quando tropas russas abriram fogo contra uma multidão desarmada.
Robert-Fleury adquiriu reputação por suas composições históricas e por seus retratos. Como professor, formou um grande número de pintores franceses do século XX. Lecionou na célebre Académie Julian com Bouguereau, a quem substituiu na presidência da Sociedade dos Artistas Franceses.
Tony Robert-Fleury tinha uma grande propriedade em Viroflay, onde faleceu em 1912. a Côte du Paradis.

## Obras
- Varsovie  le 8 avril 1861 (1866). Castelo de Montrésor.[2]
- Joseph-Nicolas Robert-Fleury (1797-1890), Museu de Versailles
- L’Anxiété, Museu de Tessé
- La Polonaise, étude pour Ophélie, Museu de Rennes
- Le Dernier Jour de Corinthe, 1870, Museu d'Orsay
- Roméo et Juliette, Museu de La Roche-sur-Yon
- Les Danaïdes, 1873
- Pinel, médecin en chef de La Salpêtrière, délivrant des aliénés de leurs chaînes, 1876
- La Glorification de la Peinture Française, 1880
- Léda, 1885
- Ophélie, 1887
- Madeleine, 1889
- Mélancolie, 1901
- L'étude, 1902
- Architecture
- Marie Antoinette le matin de son exécution
- Autoretrato, Museu de Versailles
- Vieilles Femmes sur la Place Navone, à Santa-Maria delle Pace, Museu do Luxemburgo